# Sydafrikas Grand Prix 1971
Sydafrikas Grand Prix 1971 var det första av elva lopp ingående i formel 1-VM 1971.  

## Resultat
1. Mario Andretti, Ferrari, 9 poäng
2. Jackie Stewart, Tyrrell-Ford, 6
3. Clay Regazzoni, Ferrari, 4
4. Reine Wisell, Lotus-Ford, 3
5. Chris Amon, Matra, 2
6. Denny Hulme, McLaren-Ford, 1
7. Brian Redman, Surtees-Ford
8. Jacky Ickx, Ferrari
9. Graham Hill, Brabham-Ford
10. Ronnie Peterson, March-Ford
11. Henri Pescarolo, Williams (March-Ford)
12. Rolf Stommelen, Surtees-Ford
13. Andrea de Adamich, March-Alfa Romeo

### Förare som bröt loppet
- Emerson Fittipaldi, Lotus-Ford (varv 58, motor)
- John Surtees, Surtees-Ford (56, växellåda)
- François Cévert, Tyrrell-Ford (45, olycka)
- Howden Ganley, BRM (42, kroppsligt)
- Pedro Rodríguez, BRM (33, överhettning)
- Dave Charlton, Brabham-Ford (31, motor)
- Jo Siffert, BRM (31, överhettning)
- John Love, Team Gunston (March-Ford) (30, differential)
- Jackie Pretorius, Team Gunston (March-Ford) (22, motor)
- Peter Gethin, McLaren-Ford (7, bränsleläcka)
- Joakim Bonnier, Jo Bonnier (McLaren-Ford) (5, upphängning)
- Alex Soler-Roig, March-Ford (5, motor)